# John Chrispinsson
John Knut Chrispinsson, född 13 december 1956 i Enskede församling, Stockholm, död 3 april 2017 i Stockholm, var en svensk journalist, programledare och författare.

## Biografi
John Chrispinsson var son till ingenjör Arnold Chrispinsson och Barbro, född From. Chrispinsson började arbeta för Strengnäs Tidning, Expressen och Sveriges Radio. Han var på 1980-talet med om Radio Stockholms genombrott. Tillsammans med Sten Hedman ledde han programmet Nattståndet 1986–1989 där Brottsplats Stockholm blev ett stående inslag med Börje Heed. Chrispinsson ledde även Salong samtiden.
Därefter övergick han 1988 till Sveriges Television, bland annat med aktualitetsprogrammet Svepet 1988–1990. Han ledde Melodifestivalen tillsammans med Yvonne Ryding Bergkvist i den nybyggda Globen 1989 och gjorde ett par inhopp i Caramba! 1991. Chrispinsson arbetade på SVT även med Gomorron Sverige, valprogram, kungliga evenemang (bland annat 2015 års svenska prinsbröllop), Röda rummet, Bokbussen samt många specialsändningar. Han var en av SVT:s programledare vid åtta direktsända Nobelfester åren 2001–2003, 2006 och 2008–2011.
Han gick 1990 över till Sveriges Radio P1, där han arbetat med Förmiddag i P1 och Direkt; den senare var en föregångare till P1 Morgon. Därefter arbetade han under stora delar av 1990-talet för Kanalen, föregångare till aktualitetsprogrammet Studio Ett. Under femton års tid verkade han som producent av programmet Historiska klubben i P1.
Utanför TV-huset arbetade han ofta som debattledare vid konferenser och utfrågningar kring politik, ekonomi, vetenskap och samhällsplanering.
John Chrispinsson var utbildad journalist samt hade akademiska studier i nationalekonomi och historia. Han utkom med flera böcker: Sekelskiften – en krönika om sex, makt och pengar, Stockholmsutställningarna, G. A. Reuterholm – den gråtande diktatorn samt Den glömda historien, en bok om svensk historia i Finland, Ryssland, Estland och Lettland.
År 2011 invaldes Chrispinsson som ledamot i Stockholms stads skönhetsråd. Samma år mottog han Kungl. Vitterhetsakademiens Inskriftsmedalj i silver.
Chrispinsson kollapsade och avled av en hjärtinfarkt i samband med ett besök på ett gym. Han hade tidigare varit sjuk i borrelia. Han är begravd på Norra begravningsplatsen utanför Stockholm.

### Egna böcker
- Sekelskiften: en krönika om sex, makt och pengar. Stockholm: Norstedt. 1999. ISBN 91-1-300541-3
- Stockholmsutställningar. Stockholms historia. Stockholm: Historiska Media. 2007. ISBN 978-91-85377-08-4
- G. A. Reuterholm: den gråtande diktatorn. Stockholm: Prisma. 2008. ISBN 978-91-518-5115-0
- Den glömda historien: om svenska öden och äventyr i öster under tusen år. Stockholm: Norstedt. 2011. ISBN 978-91-1-302524-7

### Övrigt (urval)
- Svarta listan: brittisk-amerikansk ekonomisk krigföring i Sverige 1939-46. Stockholms universitet. Historiska institutionen. 1983. Libris 3385285 (59 sidor)